# Probation en Ukraine
 (septembre 2018).
 (septembre 2018).
Si vous disposez d'ouvrages ou d'articles de référence ou si vous connaissez des sites web de qualité traitant du thème abordé ici, merci de compléter l'article en donnant les références utiles à sa vérifiabilité et en les liant à la section « Notes et références ».
La probation est un système de mesures socio-éducatives et de contrôle des condamnés qui est appliqué selon la décision du tribunal et conformément à la loi.
La probation est également appliquée à d'autres types de condamnations pénales qui ne sont pas liées à l'emprisonnement et elle fournit au tribunal des informations caractérisant l'accusé.
En 2018, le gouvernement ukrainien a créé une institution gouvernementale nommée : Centre de la probation. La subordination des organismes autorisés sur les questions de la probation a pour but de créer un système unique et complet relatif à la probation. La structure organisationnelle, le mécanisme d'utilisation financier et les conditions matérielles et techniques du fonctionnement des organes de la probation ont été améliorés pour une exécution efficace des tâches.

## Types de probation
La probation nationale se compose de trois types de probation : la probation avant le procès, la probation de surveillance et enfin la probation pénitentiaire.
La probation avant le procès est utilisée au stade de l'instruction judiciaire pour les personnes accusées d’un crime. Ce type de probation consiste à préparer un rapport préalable au procès - des informations écrites qui caractérisent la personne accusée.
Le rapport préliminaire sur l'accusé doit présenter ses caractéristiques psychosociologiques, une évaluation du risque de récidive et la conclusion quant à la possibilité de corriger cette dernière sans restriction de la liberté ou d'emprisonnement. Le tribunal peut prendre en compte les informations fournies par l'organe de la probation.
La probation de la surveillance est la mise en œuvre de mesures de surveillance et socio-éducatives concernant :
- les condamnés à des peines de privation du droit d'occuper certains postes ou d'exercer certaines activités, à des travaux d'intérêt général, à des travaux correctionnels ;
- les personnes qui effectuent une peine de substitution sous forme de travaux publics ou de travaux correctionnels ;
- les personnes publiées en probation ;
- les femmes enceintes et les femmes ayant des enfants de moins de trois ans qui sont dispensées de purger une peine ;
- les aiguillages vers les centres correctionnels de personnes condamnées à l'emprisonnement ou à la restriction des libertés.

La probation pénitentiaire s'applique aux condamnés ayant purgé une peine d'emprisonnement ou de restriction des libertés. Le but de la probation pénitentiaire est de préparer ces personnes à la libération et à la réinsertion, en les aidant notamment dans la recherche d'un travail et d'un lieu de résidence selon leur choix. Les mesures de la probation pénitentiaire sont appliquées et surveillées par l'organe de la probation.

## Principales tâches de la probation
La probation se voit attribuer plusieurs tâches, applicables à différentes étapes de la condamnation.

### Avant la condamnation
La probation a pour rôle d'établir un rapport préliminaire sur l'accusé, qui sera pris en compte au cours du procès.

### Au moment de l'application de la peine
En premier lieu, la probation doit diriger vers les centres correctionnels les condamnés à des peines d'emprisonnement ou de restriction des libertés.
La probation a également pour mission d'assurer la surveillance des condamnés purgeant différents types de peines : privation du droit d'occuper certains postes ou d'exercer certaines activités, obligation d'effectuer des travaux d'intérêt général, des travaux correctionnels. Elle doit aussi surveiller les personnes ayant bénéficié d'une commutation de peine d'emprisonnement ou de restriction des libertés (cette commutation peut notamment concerner les femmes enceintes ou les femmes ayant des enfants de moins de trois ans) ainsi que les personnes déclarées en probation par une décision de justice.
La probation doit aussi veiller à l'application de certains types de sanctions qui ne sont pas liées à l'emprisonnement ou à la mise en place de mesures socio-éducatives visant à corriger les condamnés et à prévenir les récidives.

### À la fin de la peine ou dans le cadre d'une réduction de peine
Les condamnés à l'emprisonnement ou à une restriction des libertés parvenant à la fin de leur peine bénéficient d'une aide à la réinsertion : le centre de probation doit alors veiller à la mise en place et à la réalisation des mesures prévues pour préparer correctement leur libération. Il est aussi tenu de mettre en œuvre les programmes de probation pour les condamnés placés en liberté conditionnelle.

## Les sujets de la probation
La probation s'applique :
- aux accusés faisant l'objet d'un rapport préliminaire par l'organe de la probation ;
- aux personnes condamnées à des peines de privation du droit d'occuper certains postes ou d'exercer certaines activités, de travaux d'intérêt général, de travaux correctionnels ;
- aux condamnés dont la peine d'emprisonnement ou de restriction des libertés est commuée en peine de travaux d'intérêt général ou de travaux correctionnels ;
- aux condamnés déclarés en probation ;
- aux femmes enceintes et aux femmes ayant des enfants de moins de trois ans dispensées de purger certaines peines ;
- aux condamnés à la restriction des libertés envoyés au service correctionnel pour y purger une peine ;
- aux condamnés qui finissent de purger une peine de restriction des libertés ou d'emprisonnement et qui sont proches de la libération.

### Droits du condamné déclaré en probation
- de participer à la préparation du rapport préliminaire le concernant ;
- de participer à l'élaboration d'un plan de travail individuel ;
- de connaître ses droits et devoirs ;
- de connaître les conditions de l'exécution de sa peine ;
- d'être renseigné sur l'assistance et les conseils qu'il peut recevoir ;
- de participer aux programmes et activités organisés par l'organe de la probation ;
- de vérifier la conformité du régime juridique de l'information avec un accès restreint[pas clair] ;
- de faire appel concernant des décisions, des actions ou des omissions du personnel de l'organe de la probation.

### Devoirs du condamné déclaré en probation
- accomplir les obligations qui lui sont imposées par la loi et par la décision du tribunal ;
- ne pas commettre d'infractions ;
- se conformer aux exigences légales du personnel de l’organe de la probation ;
- fournir des informations exactes au personnel de l'organe de la probation.

Les sujets de la probation ont tous les droits humains et civils prévus par la Constitution de l'Ukraine, à l'exception des restrictions établies par les lois de l'Ukraine et la décision du tribunal.

## Avantages de la probation

### Pour la personne qui a commis l'infraction
- la possibilité de changer sans être en prison (isolement de la société), soutien sur le chemin du changement ;
- préservation des relations familiales et des relations dans la communauté ;
- l'effet social positif : la personne ne perd pas de liens sociaux et une chance de créer une famille.
- préservation du travail et du logement.

### Pour la société
- assurer la communauté d'éviter des crimes répétés ;
- administration équitable de la justice: équilibre entre une sanction pour une infraction commise, une indemnisation pour préjudice causé et les intérêts des membres de la société ;

### Pour l’État dans son ensemble
- la réduction de la criminalité ;
- la diminution du nombre de prisonniers ;
- l’effet économique positif : le dispositif de la probation est beaucoup moins coûteux pour l'État que la rétention d'un condamné dans un lieu de privation de la liberté. En plus, la personne qui reste dans la société ne perd pas son travail et continue à contribuer aux cotisations publiques ;
- la conformité aux normes internationales.